# Canción de los olvidados
Canción de los olvidados es el primer álbum de estudio de la banda de rock La danza de los locos sanos. El disco cuenta con nueve temas compuestos por Augusto Osenda y editados por la prestigiosa discográfica Argentina Epsa Music. El corte de difusión fue "Canción de los olvidados" que hace referencia a los excombatientes de Argentina.

## Canciones
| N.º | Título                        | Duración |  |
| 1.  | «Canción de los olvidados»    | 4:09     |  |
| 2.  | «San Embaucador»              | 3:17     |  |
| 3.  | «Migajas del recuerdo»        | 2:41     |  |
| 4.  | «El discurso»                 | 3:47     |  |
| 5.  | «Balas»                       | 4:25     |  |
| 6.  | «Más de lo normal»            | 3:03     |  |
| 7.  | «La danza de los locos sanos» | 3:39     |  |
| 8.  | «El rostro amargo del dolor»  | 3:14     |  |
| 9.  | «Viejo amigo»                 | 3:43     |  |

## Integrantes
- Augusto Osenda - voz principal y guitarra eléctrica
- Pablo Báez - primera guitarra eléctrica
- Luis Chávez - batería
- Martín Cabello - teclados

- Datos: Q21003021